# Chặng đua GP Hungary 2020
Chặng đua GP Hungary 2020 (tên chính thức là Formula 1 Aramco Magyar Nagydíj 2020) là chặng đua thứ 3 của Giải đua xe Công thức 1 2020. Chặng đua diễn ra từ ngày 17 đến ngày 19 tháng 07 năm 2020 tại trường đua Hungaroring, Hungary. Người chiến thắng là Lewis Hamilton của đội đua Mercedes.

## Diễn biến chính
Trước khi cuộc đua bắt đầu có mưa lớn nên các tay đua phải xuất phát trên mặt đường ướt sũng. Nhưng điều đó không làm ảnh hưởng quá nhiều đến Lewis Hamilton, người đã giành pole và khống chế hoàn toàn cuộc đua.
Cuộc đua giành hai vị trí còn lại trên podium gay cấn hơn. Max Verstappen từ vị trí xuất phát thứ 7 đã cán đích ở vị trí thứ hai. Còn Valtteri Bottas sau pha xuất phát không tốt cũng có thể vượt trở lại P3.
Sau chặng đua, Hamilton vượt qua Bottas để dẫn đầu BXH tổng với 63 điểm.

## Kết quả
| Stt                                                        | Số xe | Tay đua            | Đội đua                   | Lap | Thời gian   | Xuất phát | Điểm |
| ---------------------------------------------------------- | ----- | ------------------ | ------------------------- | --- | ----------- | --------- | ---- |
| 1                                                          | 44    | Lewis Hamilton     | Mercedes                  | 70  | 1:36:12.473 | 1         | 26   |
| 2                                                          | 33    | Max Verstappen     | Red Bull Racing-Honda     | 70  | +8.702      | 7         | 18   |
| 3                                                          | 77    | Valtteri Bottas    | Mercedes                  | 70  | +9.452      | 2         | 15   |
| 4                                                          | 18    | Lance Stroll       | Racing Point-BWT Mercedes | 70  | +57.579     | 3         | 12   |
| 5                                                          | 23    | Alexander Albon    | Red Bull Racing-Honda     | 70  | +1:18.316   | 13        | 10   |
| 6                                                          | 5     | Sebastian Vettel   | Ferrari                   | 69  | +1 lap      | 5         | 8    |
| 7                                                          | 11    | Sergio Pérez       | Racing Point-BWT Mercedes | 69  | +1 lap      | 4         | 6    |
| 8                                                          | 3     | Daniel Ricciardo   | Renault                   | 69  | +1 lap      | 11        | 4    |
| 9                                                          | 55    | Carlos Sainz Jr.   | McLaren-Renault           | 69  | +1 lap      | 9         | 2    |
| 10                                                         | 20    | Kevin Magnussen    | Haas-Ferrari              | 69  | +1 lap      | PL        | 1    |
| 11                                                         | 16    | Charles Leclerc    | Ferrari                   | 69  | +1 lap      | 6         |      |
| 12                                                         | 26    | Daniil Kvyat       | AlphaTauri-Honda          | 69  | +1 lap      | 17        |      |
| 13                                                         | 4     | Lando Norris       | McLaren-Renault           | 69  | +1 lap      | 8         |      |
| 14                                                         | 31    | Esteban Ocon       | Renault                   | 69  | +1 lap      | 14        |      |
| 15                                                         | 7     | Kimi Räikkönen     | Alfa Romeo Racing-Ferrari | 69  | +1 lap      | 20        |      |
| 16                                                         | 8     | Romain Grosjean    | Haas-Ferrari              | 69  | +1 lap      | PL        |      |
| 17                                                         | 99    | Antonio Giovinazzi | Alfa Romeo Racing-Ferrari | 69  | +1 lap      | 19        |      |
| 18                                                         | 63    | George Russell     | Williams-Mercedes         | 69  | +1 lap      | 12        |      |
| 19                                                         | 6     | Nicholas Latifi    | Williams-Mercedes         | 65  | +5 laps     | 15        |      |
| Ret                                                        | 10    | Pierre Gasly       | AlphaTauri-Honda          | 15  | Gearbox     | 10        |      |
| Fastest lap: Lewis Hamilton (Mercedes) – 1:16.627 (lap 70) |       |                    |                           |     |             |           |      |

Nguồn: Trang chủ Formula1

## BXH sau chặng đua
|         | Stt | Tay đua         | Điểm |
| ------- | --- | --------------- | ---- |
| 1       | 1   | Lewis Hamilton  | 63   |
| 1       | 2   | Valtteri Bottas | 58   |
| 3       | 3   | Max Verstappen  | 33   |
| 1       | 4   | Lando Norris    | 26   |
| 3       | 5   | Alexander Albon | 22   |
| Source: |     |                 |      |

|         | Stt | Đội đua                   | Điểm |
| ------- | --- | ------------------------- | ---- |
|         | 1   | Mercedes                  | 121  |
| 1       | 2   | Red Bull Racing-Honda     | 55   |
| 1       | 3   | McLaren-Renault           | 41   |
|         | 4   | Racing Point-BWT Mercedes | 40   |
|         | 5   | Ferrari                   | 27   |
| Source: |     |                           |      |